# Antonín Balšánek
Antonín Balšánek (6. dubna 1865, Český Brod – 22. února 1921, Veleslavín) byl český architekt a profesor architektury.

## Život
Narodil se v rodině tesařského mistra Vojtěcha Balšánka a jeho manželky Aloisie (1848–1909), rozené Koželské. Ovdovělá matka byla se syny Antonínem a Bohumilem (*1875) a dcerou Marií (*1872) od roku 1900 policejně hlášena v Praze. Antonín Balšánek žil s matkou až do její smrti.
Vystudoval architekturu na české technice v Praze (1883–1888), kde se později stal také profesorem. Od roku 1903 byl prvním redaktorem časopisu Architektonický obzor. Spolu s Osvaldem Polívkou řídil stavbu Obecního domu v Praze (1905–1911). Zasazoval se také o památkovou ochranu Malé Strany a panoramatu Hradčan.
Zemřel v sanatoriu v zámku Veleslavín.

## Dílo
Jako architekt Balšánek náleží ke generaci Národního divadla a byl ovlivněn architektem Antonínem Wiehlem, vůdčí osobností české novorenesance navazujícího na tradici české renesance 16. století. Tvořil ve stylu novorenesance, který však kombinoval s prvky secese, zejména v detailu. Díky tomu byl neobyčejně úspěšný, vyhrával soutěže a realizoval mnoho staveb. Jeho stavby také vynikají dokonalým řemeslným provedením.

### Historizující slohy (výběr)
- Sokolovna, Český Brod, spolu s Janem Koulou
- Nadační dům Svatoboru, Praha 5 – Malá Strana, čp. 596, Újezd 9
- 1890 Most Legií (tehdy Most císaře Františka I.) v Praze, za nějž byl vyznamenán rytířským řádem Františka Josefa I.,
- 1896–1902 Muzeum hlavního města Prahy. Městská rada zadala projekt v srpnu 1895, projekt byl schválen v závěru téhož roku. Stavba začala na jaře 1896 a vlastní budova byla dokončena oficiálně 22. října 1898. Následovaly instalace expozic. Od března do května byla v budově mimořádně otevřena posmrtná výstava díla Luďka Marolda. Slavnostní otevření muzea proběhlo 27. září 1900.[7]
- 1899–1902 Městské divadlo v Plzni, v soutěži obsadil Balšánkův projekt až 4. místo, plzeňští radní ale dali přednost jeho konzervativnímu návrhu před moderním návrhem vítězů Františka Krásného a Josefa Hoffmanna.
- 1903 návrh na rekonstrukci a dostavbu radnice král. hlavního města Prahy, 4. cena,[8]

### Secese (výběr)
- 1905–1911 Obecní a reprezentační dům v Praze. Soutěž na stavbu Obecního domu vyhrál projekt Aloise Dryáka a Tomáše Ameny. Městská rada nakonec rozhodla, že projekt provedou Balšánek a Polívka. Z Balšánkova projektu byla převzata novobarokní dispozice, zatímco Polívka navrhoval převážně secesní výzdobu. Podle dobových svědectví se oba architekti nesnášeli a veškerá jejich komunikace probíhala korespondenčně. Na výzdobě se podílela řada umělců, například Jan Preisler, Mikoláš Aleš, Max Švabinský, František Ženíšek, Ladislav Šaloun, Josef Mařatka, Josef Václav Myslbek či Alfons Mucha.
- 1906–1909 Městské divadlo v Pardubicích (dnes Východočeské divadlo Pardubice), položení základního kamene proběhlo 16. května 1907, slavnostní zahájení provozu pak 11. prosince 1909. Na výzdobě spolupracovali například František Urban (opona[p 1] a vlysy na průčelí) nebo Bohumil Kafka (socha génia v průčelí).
- 1911 spolupráce na Myslbekově pomníku Karla Hynka Máchy na pražském Petříně,
- 1911–12 Vršovická záložna na Vršovickém nám. v Praze a další.[9]
- Podlipanské muzeum, Český Brod. Okresní jednota muzejní v Českém Brodě začala jednat o stavbě budovy muzea krátce po otevření svých sbírek v provizorních prostorách v roce 1906. Balšánek se projektem zabýval až do své smrti. Vlastní budova byla postavena až v letech 1927–1928 a Muzeum bylo otevřeno veřejnosti 28. října 1931. V budově byl rovněž umístěn městský archiv.[10][11]

## Spisy
- BALŠÁNEK, Antonín. Belvedere : Letohrádek královny Anny na Hradčanech. Praha: Topič, [1897]. Dostupné online.
- Balšánek Antonín, Štíty a motivy atikové v české renesanci, Praha 1902, 1929
- BALŠÁNEK, Antonín. Panorama hradčanské a obmezení výšek na Malé Straně : Předneseno ve schůzi Spolku architektův a inženýrů v král. Českém dne 17. listopadu 1905. Praha: Spolek architektův a inženýrů v království Českém, 1906. Dostupné online.
- BALŠÁNEK, Antonín. Vylidňování Malé Strany a nutnost staveb veřejných : Předneseno v týd. schůzi Spolku arch. a inž. v král. Českém dne 12. února 1909. Praha: vl.n., 1909. Dostupné online.
- BALŠÁNEK, Antonín. Architektura střech doby barokové v Praze : Srovnávací studie architektonická. Praha: Česká matice technická, 1931. Dostupné online.

## Galerie

Stavby Antonína Balšánka
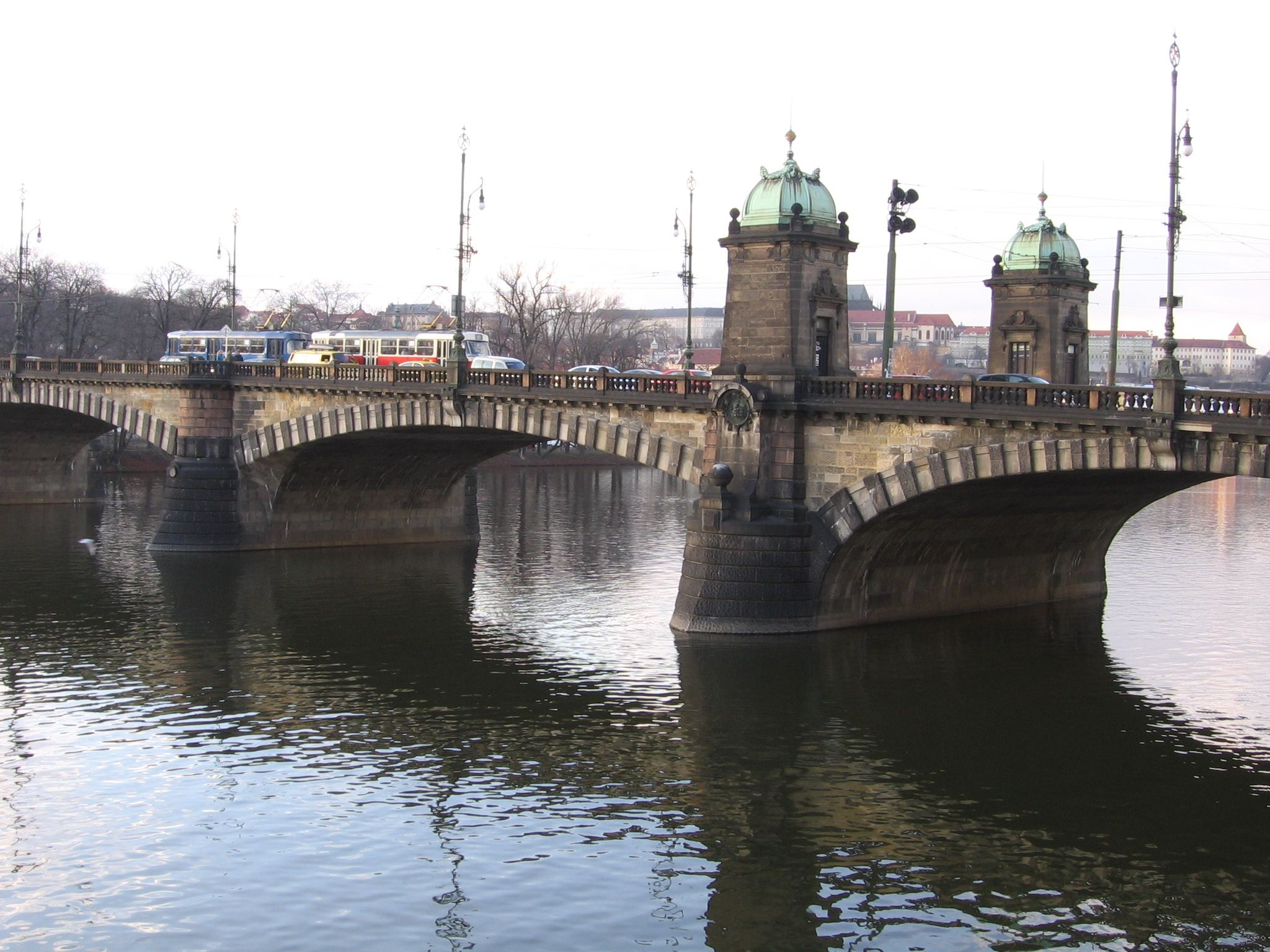
Most Legií, Praha
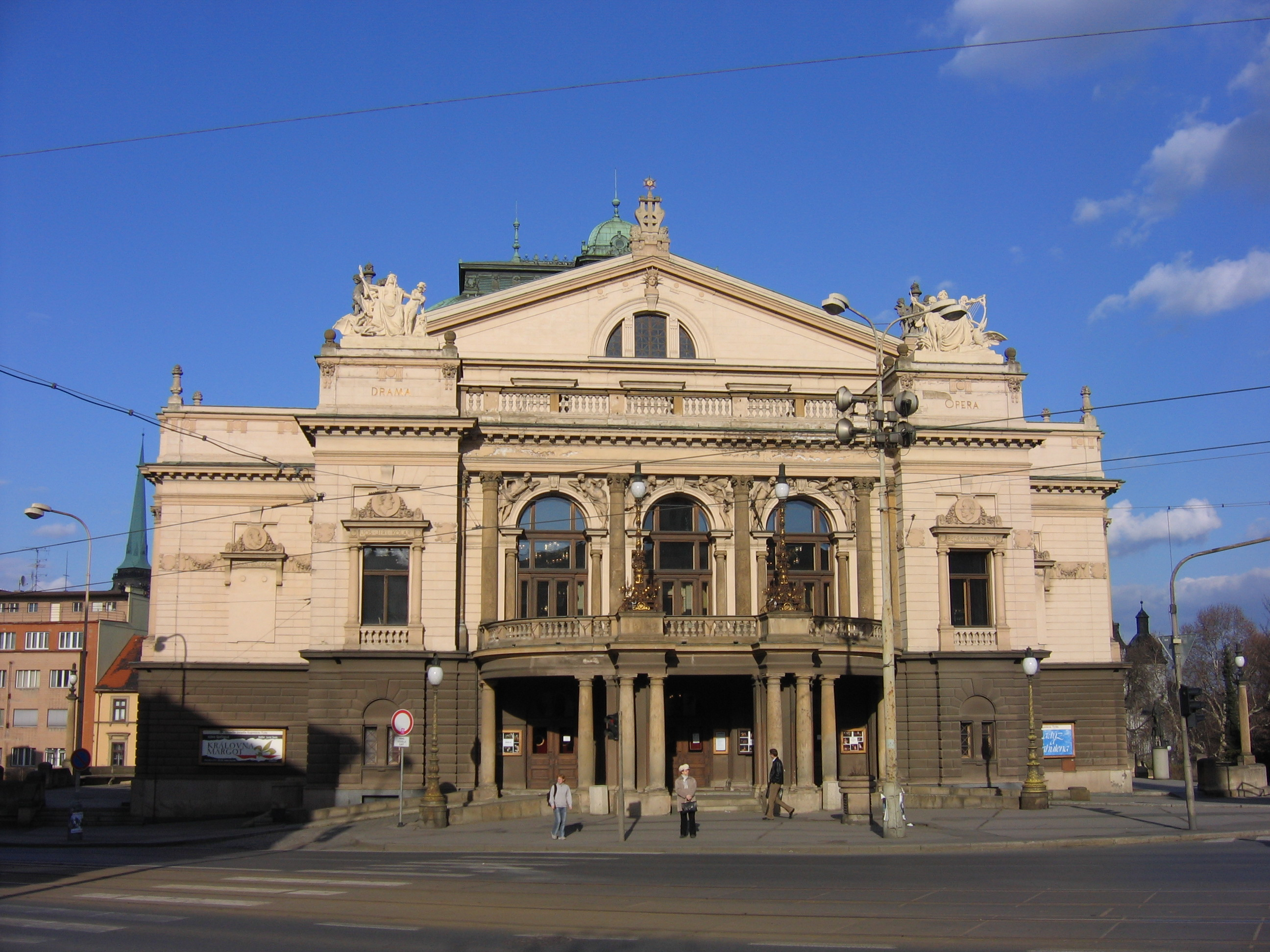
Divadlo J. K. Tyla, Plzeň
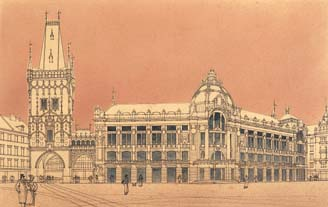
Projekt Obecního domu
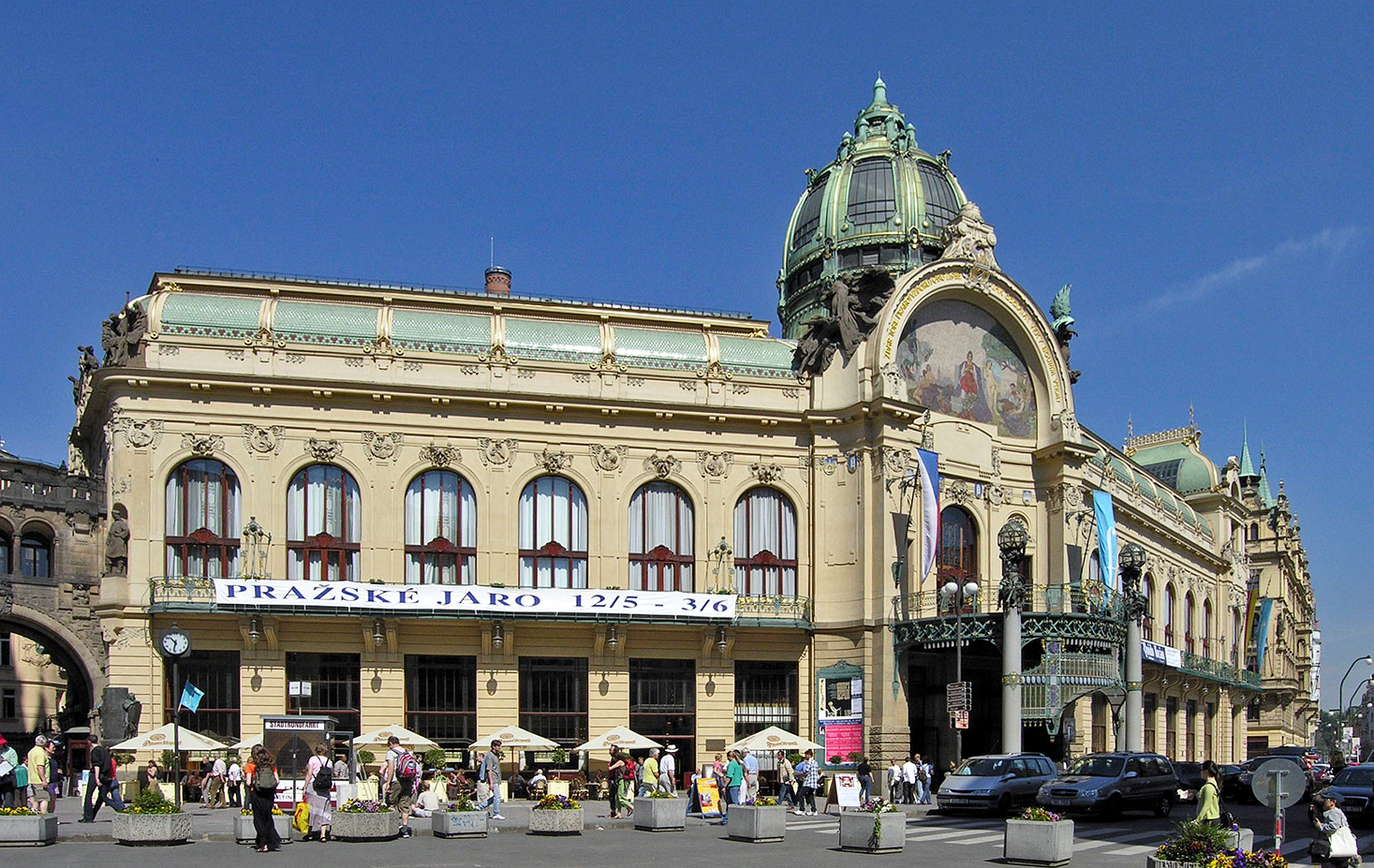
A. Balšánek – O. Polívka, Obecní dům v Praze
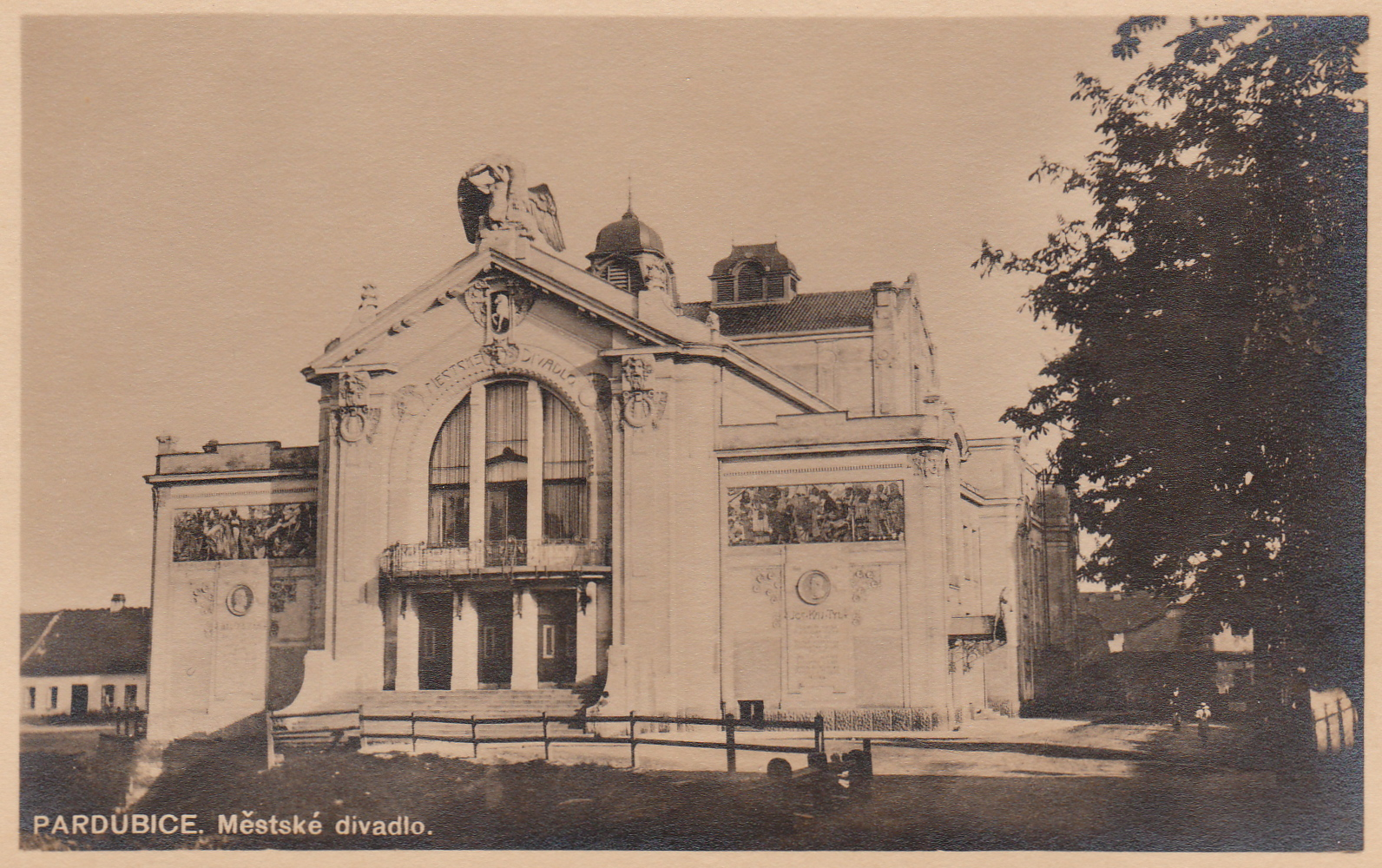
Městské divadlo, Pardubice, dobová pohlednice
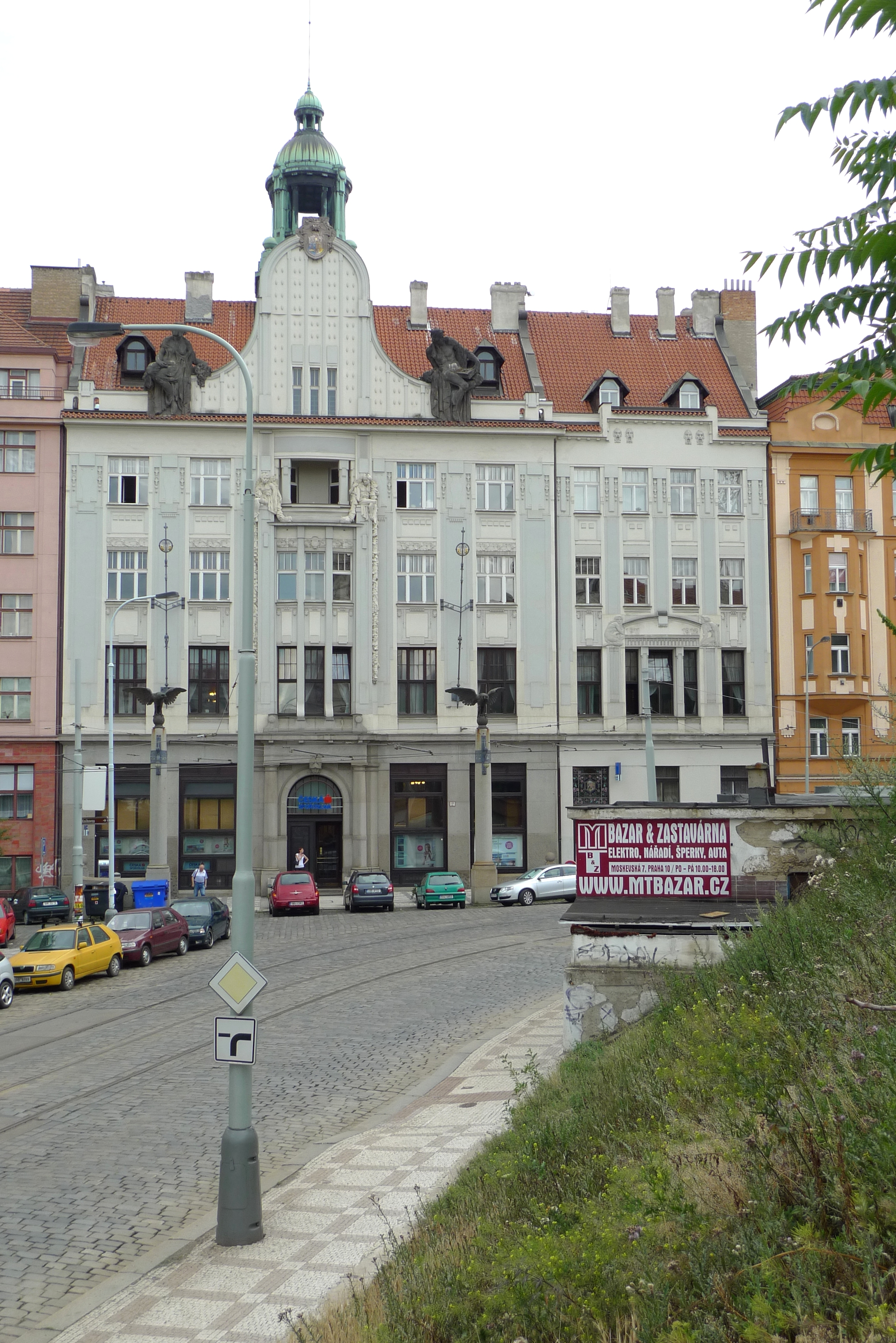
Vršovická záložna v Praze-Vršovicích
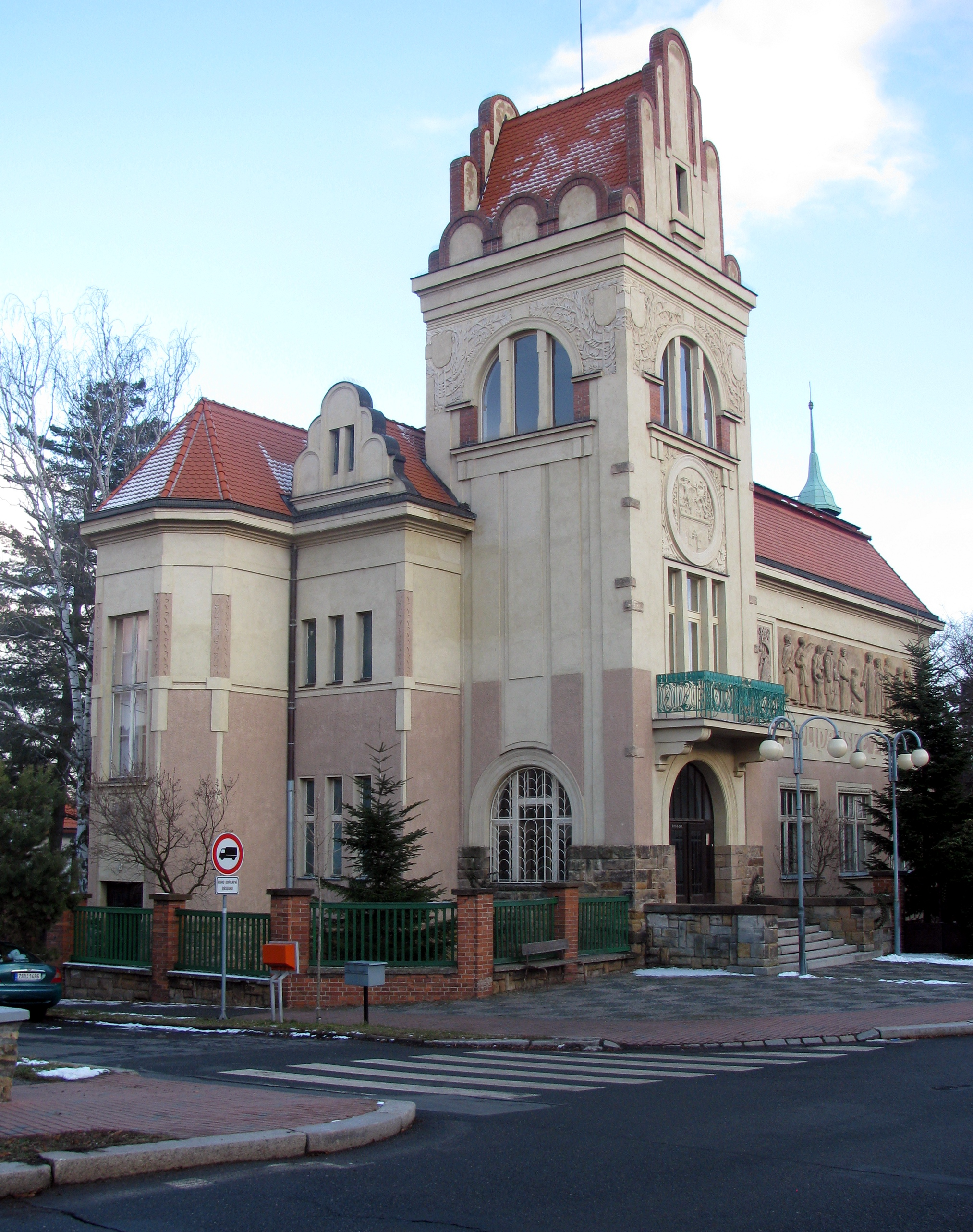
Podlipanské muzeum v Českém Brodě
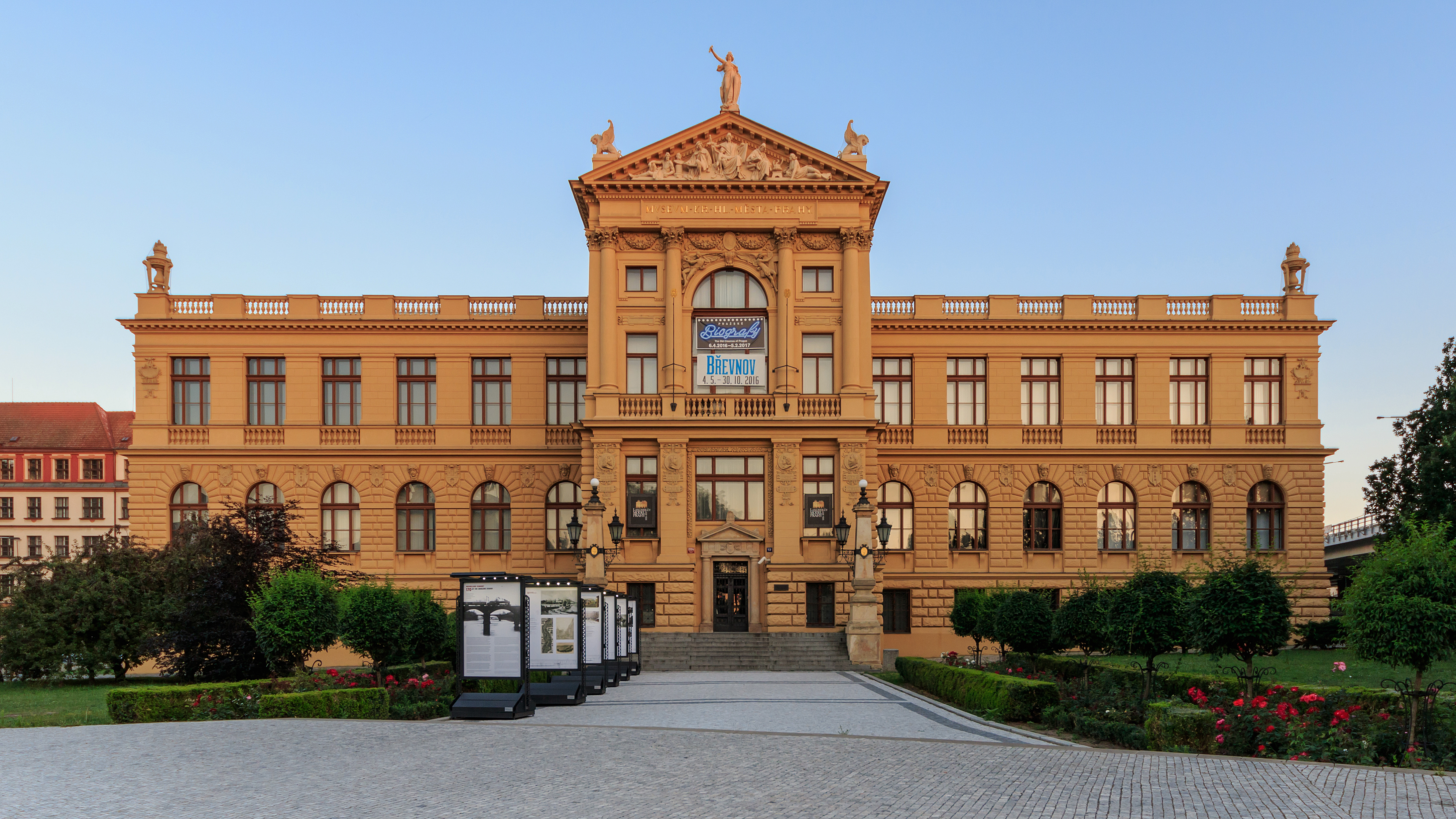
Muzeum hlavního města Prahy